# スペインなくして講和なし
スペインなくして講和なし（スペインなくしてこうわなし、英語: No Peace Without Spain）は、スペイン継承戦争（1701年 - 1714年）時のスローガンの1つ。フランス側の候補アンジュー公フィリップがスペイン王位を保持する限り、フランス王ルイ14世との講和はあり得ないという意味だった。このスローガンはオックスフォード＝モーティマ伯爵ロバート・ハーレー率いるトーリー党政府とユトレヒト条約の反対者に使われた。

## 起源

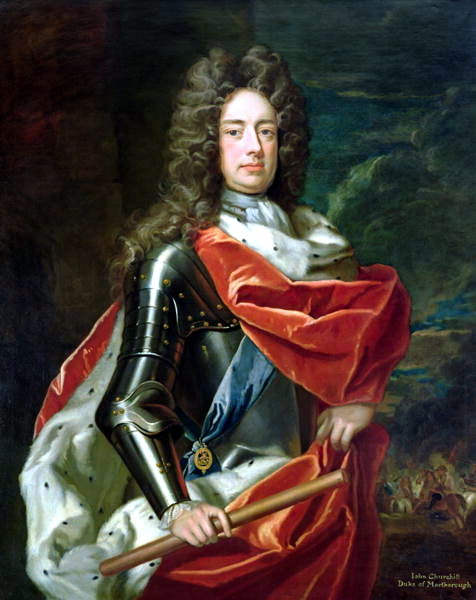
マールバラ公爵は1711年に罷免されるまで、イギリスの戦争遂行を主導した。その後、彼はホイッグ党の政治家とともにユトレヒト条約に反対した。

「スペインなくして講和なし」がはじめて使われたのは1711年12月、トーリー党のノッティンガム伯爵が議会で行った演説であった。その後、このスローガンは主戦派とされたホイッグ党が主和派のトーリー党を批判するときに使うようになった。ホイッグ党はイギリス軍の指揮官マールバラ公爵がネーデルラント戦役で連勝したことで求心力を持ち、ルイ14世に拡張主義政策を、およびスペインを衛星国にする試みを放棄するよう要求した。
このスローガンはロンドン発祥だったが、ほかの同盟国でも使われるようになった。しかし、同盟国の間で合意した戦争目的がさらに拡大、戦争を長引かせたという悪影響を与えた。

## スペイン継承戦争の戦況
イギリスのスペインへの介入は1704年のジブラルタル占領と1705年のバルセロナ包囲戦、さらにポルトガル王国とカタルーニャの支持も確保するなど、順調な滑り出しだったが、1707年のアルマンサの戦いで大敗して痛手を負った。
同盟軍は1710年に再度進軍してサラゴサの戦いで大勝、マドリードに入城したが、すぐに撤退を余儀なくされ、さらにジェームズ・スタンホープ率いるイギリス軍がブリウエガの戦いで敗れて捕虜になった。その結果、スペインでの勝利の望みは一層薄れた。イギリスが支持したスペイン王候補のカール大公が1711年に突如神聖ローマ皇帝に選ばれて帰国したこともそれに拍車をかけた。

## ユトレヒト条約

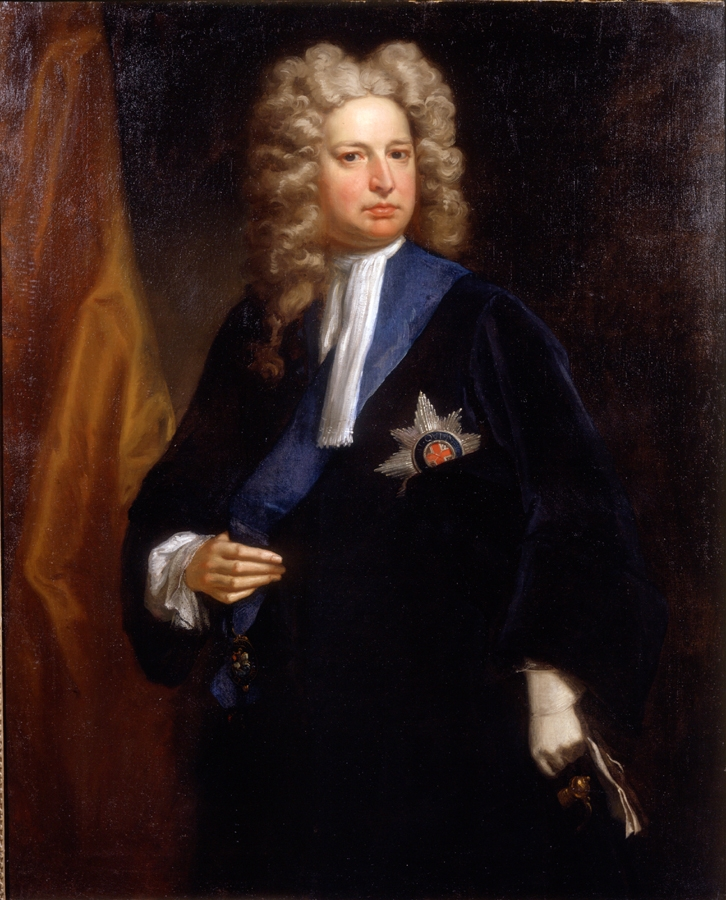
オックスフォード＝モーティマ伯爵ロバート・ハーレー率いるトーリー党政府はユトレヒト条約を交渉した。彼のスペインに関する譲歩は反対派に激しく攻撃された。

オックスフォード＝モーティマ伯爵ロバート・ハーレー率いるトーリー党政府は1710年に成立した。すでに多くの人命と資金が費やされていたため、このトーリー党政府は戦争から撤退しようとした。やがてタカ派のマールバラ公爵が更迭され、代わりにトーリー党のオーモンド公爵が指揮官に就任した。
苦戦していたフランスは講和交渉を歓迎した。それまで講和を妨げていたのは、ルイ14世に対する、武力行使でアンジュー公フィリップをスペイン王位から引きずり下ろすという要求だった。長い交渉の結果、スペインでの譲歩を含む合意がなされ、フィリップが王位を保持する代償としてイギリスにジブラルタルとミノルカ島を割譲した。その後、イギリス軍はフランドルからもスペインからも撤退した。
ユトレヒト条約の内容が明らかになると、ホイッグ党はそれを痛烈に批判した。ジョナサン・スウィフトは『同盟軍の行為』というパンフレットを出版してトーリー党政府を弁護した。ホイッグ党はユトレヒト条約をスペインへの裏切りとして扱い、「スペインなくして講和なし」が条約反対のスローガンとして広まった。しかし、議会は結局ユトレヒト条約を承認した。
オーストリアやオランダなどの同盟国は「スペインなくして講和なし」のスローガンを使い続け、戦闘を継続しようとしたが、ロンドンからの資金と軍事援助がない状況では敗北続きとなり、嫌々ながらフランスとの講和に同意せざるを得なかった。戦争の目的自体は達成したが、その成果は数年前に期待できたものよりはるかに少なかった。
フィリップはフェリペ5世としてスペイン王位を認められたが、広大な地域をオーストリアに割譲しなければならなかった。その後、同盟軍はイベリア半島から完全撤退、唯一残ったバルセロナも長い包囲戦の末陥落した。

## その後
1714年、ハノーファー選帝侯ゲオルク1世がジョージ1世としてイギリス王位を継承した。彼はスペインからの撤退に反対した同盟者の1人であり、和平を推進したトーリー党政府を罷免してユトレヒト条約の反対者に役職を与えた。その大半はホイッグ党であったが、新内閣では「スペインなくして講和なし」をはじめて使ったノッティンガム伯爵にも役職が与えられた。マールバラ公爵は総指揮官に復帰、ウィリアム・カドガンがその副官を務めた。スペインで軍を率いたスタンホープも講和に反対したこともあり、国務大臣に任命されて戦後の外交政策を形作った。
しかし、皮肉なことに、イギリスはすぐにフランスとの同盟を締結した。両国は共闘して、ユトレヒト条約を改正させて海外領土を回復しようとしたフェリペ5世を阻止しようとした。これにより起こった四国同盟戦争ではスペインが敗北したが、フェリペ5世は王位を保持した。トーリー党はこの出来事を自らの政策が成功した証拠として扱った。しかし、愛国ホイッグ党の若手ウィリアム・ピットはユトレヒト条約での譲歩がその後のフランス・スペイン同盟につながり、18世紀のイギリスを大きく困らせたと考えた。
当時、「スペインなくして講和なし」に関する議論が盛んだったにもかかわらず、その後の歴史家はマールバラ公爵のフランドル戦役に集中することが多く、イベリア半島での戦闘は無視されることも多い。